# Amiota montuosa
Amiota montuosa este o specie de muște din genul Amiota, familia Drosophilidae, descrisă de Zhang și Chen în anul 2008.
Este endemică în Sichuan. Conform Catalogue of Life specia Amiota montuosa nu are subspecii cunoscute.